# Die unfreiwilligen Reisen des Moritz August Benjowski
Die unfreiwilligen Reisen des Moritz August Benjowski ist ein biografischer Bericht in vier Teilen von Helmut Pigge aus dem Jahre 1975 nach den Reisebeschreibungen von Moritz August Benjowski.

## Handlung

### Teil 1: (ZDF: 4. Januar 1975) Verbannung
1767 schließt sich der 26-jährige Moritz August Benjowski, Spross eines ungarischen Adelshauses, einem Freiheitsbund polnischer Adliger an. Diese verfolgen das Ziel, die in ihrem Land stehenden russischen Truppen zu vertreiben. 1768 bricht der Aufstand los. Benjowski bewährt sich in vielen Gefechten als Reiteroberst, wird jedoch schwer verwundet gefangen genommen und nach Kasan gebracht. Von dort aus gelingt ihm zwar mit Major Wyndbladt die Flucht nach St. Petersburg, aber bei dem Versuch, über die Ostsee zu entkommen, fällt er durch Verrat erneut in russische Hände.
1770 sind Benjowski und seine Gefährten – darunter auch ein Schwede – auf dem Weg nach Sibirien. Ihr Schicksal ist völlig ungewiss.

### Teil 2: (ZDF: 7. Januar 1975) Verschwörung
Am 2. Dezember 1770 treffen Benjowski und seine fünf Kameraden als Verbannte der Zarin Katharina II. auf der ostsibirischen Halbinsel Kamtschatka ein. Der Empfang ist überraschend: Hauptmann Nilow, der Festungskommandant, erleichtert den Gefangenen ihr Los, so gut er es vermag.
Der trunksüchtige, raubeinige Festungskommandant Nilow findet Gefallen an den guten Manieren, an der Weltgewandtheit und an den Fremdsprachenkenntnissen Benjowskis. Er ernennt ihn deshalb zum Hauslehrer seiner Tochter.
Benjowski, der trotzdem auch hier seine Fluchtpläne verfolgt, wird Mittelpunkt einer Verschwörung. Als der Ausbruchsversuch verraten wird, beginnt zwischen Benjowski und seinem Wohltäter Nilow ein Kampf auf Leben und Tod.

### Teil 3: (ZDF: 14. Januar 1975) Kampf und Flucht
Kamtschatka, April 1771: Wegen Hochverrats ist Moritz August Benjowski auf die Halbinsel Kamtschatka verbannt worden. Ein Aufstand unter seiner Führung verläuft erfolgreich: Die Männer kapern ein russisches Schiff und fliehen. Zunächst geraten sie damit in Treibeis. Da Benjowski seemännische Erfahrungen besitzt, wird ihm das Kommando übertragen. Mit äußerster Kraftanstrengung gelingt es den Männern, in tropische Zonen zu steuern.
Auf Formosa gewinnt Benjowski einen Stammesfürsten als Freund, der die Fahrt nach Macau ermöglicht. Der Hafen auf Formosa wird in Moritzhafen umbenannt.

### Teil 4: (ZDF: 18. Januar 1975) Zu neuen Zielen
1772 betritt Benjowski an der Spitze seiner Gefährten aus der sibirischen Verbannung im französischen Hafen Lorient europäischen Boden. In Paris kann er nach vier Jahren Trennung seine junge Frau Anna wieder in die Arme schließen. Sein vierjähriger Sohn, Moritz, begrüßt seinen Vater.
Doch in Europa hält es Benjowski nicht länger, besonders weil er erkennt, dass sein Einsatz für die Freiheit Polens vergeblich war. Russland, Preußen und Österreich haben die Teilung des Landes beschlossen.
Benjowski wendet sich neuen Abenteuern zu: Im Auftrag des Franzosenkönigs Ludwig XV. soll er die Insel Madagaskar kolonisieren. Nach dem Tod von Ludwig XV. und der Krönung von Ludwig XVI. verändert sich die Lage. Erbitterte Kämpfe mit rivalisierenden Volksstämmen und mit heimtückischen Sklavenhändlern werden Benjowski fast zum Verhängnis. Doch dann wollen ihn die Eingeborenen auf Madagaskar zu ihrem König krönen. Sein Schicksal wendet sich doch nicht immer zum Guten, so stirbt u. a. auch sein Sohn Moritz an Gelbfieber.
Im Abspann wird berichtet: „Hier enden die Aufzeichnungen von Moritz August Benjowski. 10 Jahre später, am 23. Mai 1786, fiel er im Kampf gegen französische Kolonialtruppen“.

## Sonstiges
Dieser Vierteiler kann mit zu den Abenteuervierteilern des ZDF gerechnet werden, wird aber in der entsprechenden Literatur nicht mit gelistet.
- Dieser „biographische Bericht in vier Teilen“, eine Gemeinschaftsproduktion mit dem französischen und dem italienischen Fernsehen, entstand nach den Reisebeschreibungen Benjowskis. Autor Helmut Pigge schrieb u. a. die Drehbücher zu „Operation Walküre“, „Wie eine Träne im Ozean“ und „Nobile – Sieben Wochen auf dem Eis“.